# 프랑스령 라오스
프랑스령 라오스(영어: French Laos)는 프랑스의 보호령이자 식민지이다. 1893년 프랑스 정부가 타이 정부로부터 메콩강 동쪽 라오스 지방을 얻으면서 통치가 시작되었다. 1954년 프랑스가 철수하면서 사라졌다.

## 배경
1860년대, 프랑스의 인도차이나 반도 진출이 시작되었다. 1864년, 프랑스는 어렵지 않게 캄보디아를 식민지로 만들고 1884년에는 코친차이나를 통하여 베트남 전체를 완전히 식민지로 만들었다. 이제 남은 것은 태국이 지배하고 있던 라오스 영토였다. 당시 라오스는 영토를 타이와 베트남이 나눠가져 나라가 없어진 상태였다. 중국으로 진출해야 하는 프랑스에게 메콩 강은 매우 중요한 통로여서 반드시 필요했지만, 인도 제국, 영국령 버마 등 영국과의 충돌을 막기 위하여 협약을 맺어 점령하지 않기로 되어 있었다. 1893년, 프랑스 정부는 방콕 앞바다에 포함과 군사를 정박시키고 타이정부를 협박하였다. 요구는 메콩 강 동쪽 땅을 자신들에게 주라는 것이였다. 라오스 영토의 2분의 1은 베트남을 점령하면서 같이 점령되었고, 메콩 강 동쪽 땅에 프랑스의 꿈이던 인도차이나 제국 건설은 참으로도 프랑스에게는 입맛이 당기는 것이였다. 주지 않으면 식민지로 만들겠다는 프랑스의 협박에 결국 타이 정부는 어쩔 수 없이 메콩 강 동쪽 땅을 시암 조약으로 프랑스에게 할양하고 말았다. 라오스 전체를 차지한 프랑스는 라오스를 프랑스령 인도차이나에 추가하였다. 이렇게 하여 완전한 프랑스령 인도차이나의 영토가 되었다. 프랑스는 루앙프라방 지역, 비엔티안 지역, 참파삭 지역으로 나뉘어 있는 3 지역을 루앙프라방 왕국이란 허수아비 왕국으로 통합하여 보호령으로 삼고, 운 캄을 왕으로 임명하며 겉으로는 프랑스령 인도차이나의 한 지역이자 자치는 인정된 나라의 모양새를 갖췄다. 그러나 시간이 지날수록 프랑스는 라오스가 경제적으로 별 쓸모가 없다는 것을 알게 되었다. 현실적으로 메콩강을 따라 중국에 진출한다는 것이 너무 어려운 것에다가 메콩강 유역을 포함해서 농사지을 수 있는 면적이 3%밖에 안되는 라오스에서 별다른 생산물을 기대하기 어려웠기 때문이다. 그래서 프랑스는 라오숭이라는 화전민들이 사는 고지대 라오스에서 생산되는 아편에 눈을 도려 아편재배를 크게 권장하여 가장 큰 아편 수입원으로 만들고 아편판매독점권을 소유하여 큰 돈을 벌었다. 더군다나 프랑스는 기대가 되지 않는 라오스에 투자나 교육에는 무관심했다. 교육의 혜택은 왕실과 귀족 등 소수의 상류계층만 누렸고 일반 백성들을 위한 교육기관은 불교사찰에 지나지 않았다. 1939년, 제2차 세계 대전이 터지자 인도차이나의 운명은 바뀌게 된다.

### 제2차 세계 대전 동안의 라오스
2차 세계대전을 일으킨 나치 독일은 1940년 파죽지세로 프랑스와 베네룩스를 무너트렸다. 결국 프랑스령 인도차이나 전체가 공백 상태가 되었다. 합법적으로 주인은 독일이 프랑스 남부에 세운 비시 프랑스였으나, 하지만 비시 프랑스는 나치의 괴뢰 정권이였고 식민지에까지 간섭할 힘이 없었기 때문에 주인이 되지 못했다. 라오스는 비시 프랑스의 지배를 잠시 받다가, 아시아의 침략자인 일본의 지배를 받기 시작한다.

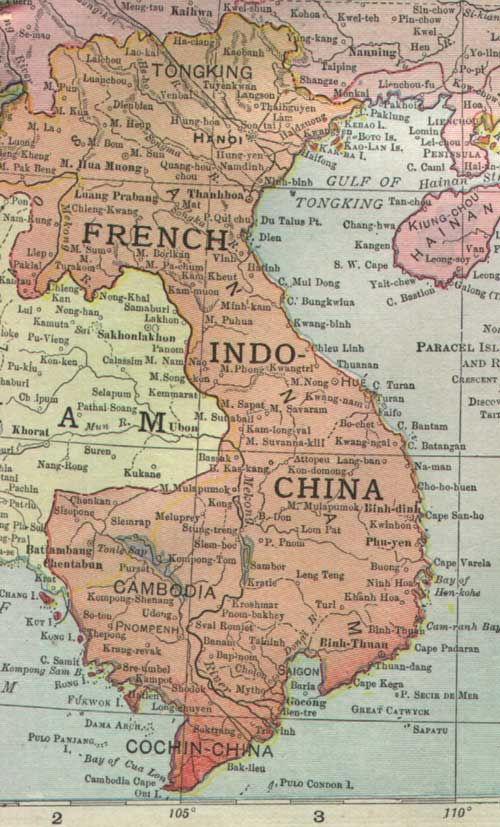
1913년의 프랑스령 인도차이나의 영토

### 일본의 라오스 점령기
1940년, 일본이 라오스와의 국경을 넘었다. 프랑스는 전쟁을 원치 않았고 일본 또한 인도 정복이 목적이어서 프랑스와의 전투를 원치 않았다. 그리고 프랑스는 버마와 인도로 가는 통로를 내주었다. 그러나 일본은 프랑스가 점령당하면서 실질적으로 라오스를 통치했고, 이에 망명정부 자유 프랑스는 이에 대항에 민족정신을 부추겼다. 프랑스는 라오민족쇄신운동을 지원하고 1942년 첫 라오어 신문이 발행되도록 도와주었으며, 프랑스가 지휘하는 첫 라오인 보병부대를 창설했다. 1944년 말, 프랑스가 해방되면서 지도자 샤를 드 골은 더욱 식민지 되찾기에 관심을 쏟았다. 일본은 전세가 불리해지자 1945년 3월 인도차이나 반도의 모든 프랑스인을 집단수용하고, 허수아비왕국인 루앙프라방 왕국의 시사방 봉에게 독립을 강요하였다. 그러나 1945년 8월, 일본이 항복하자 라오스는 대혼란에 빠졌다. 독립파와 복귀파가 대립하였던 것이다.

### 충돌과 독립
1945년 8월, 라오스의 독립파는 라오이싸라라는 정당을 만들었다. 라오이싸라는 베트남의 공산정권인 베트남 민주 공화국(DRV)와 유대했다. 1946년 5월, 프랑스가 라오스에 지배자로 다시 돌아오면서 라오이싸라의 지도자들은 대거 타이와 베트남으로 도망쳤고 라오스-베트남 국경을 중심으로 게릴라전투가 시작되었다. 프랑스는 베트남공산군에 전력을 집중하기 위하여 라오스를 달래는 정책을 썼다. 그들은 방콕과 하노이의 라오이싸라 지도자들에게 추파를 던지고 1949년에는 루앙프라방의 왕을 전체 라오스의 왕으로 승격하였고, 라오스 시민들과 라오스공산파에게 민족정부의 수립도 허용하였으며, 군대, 외교, 재정권만 프랑스가 지니고 라오스의 독립을 선언하였다. 형식적이긴 해도 독립국이 된 라오스에는 지도자들이 속속 돌아왔다. 그리고 라오스의 독립을 이끌어낸 시사방 봉 왕은 라오스의 위대한 왕으로 떠오르게 된다. 그중에는 라오스의 운명을 바꿀 두 왕자이자 라오이싸라 지도자인 수바나 푸마와 그의 이복동생 수파누봉이었다. 이 둘은 우익, 좌익으로 갈라져 푸마는 우익, 수파누봉은 좌익 지도자가 되면서 이 둘은 라오스 내전의 원인이 된다. 그리고 1954년, 디엔비엔푸 전투에서 프랑스가 베트남에게 대패하면서 제네바협정에 따라 인도차이나에서 완전철수하고 말았다. 이로써 라오스도 완전한 독립국이 되었다.

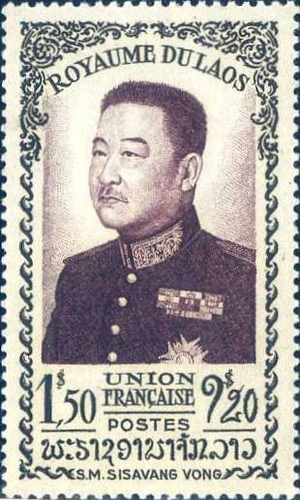
시사방 봉 왕

## 라오스공산군 게릴라
라오스는 이웃 베트남을 따라 공산군이 형성되었다. 이 게릴라는 주로 라오족으로 구성되었는데, 라오족과 전혀 관련이 없는 고산지대 소수민족들의 지지와 협조를 받았다. 이것은 곧 라오족과 소수민족의 독립정신과 외세축출 정신이 라오스인을 묶어가고 있다는 뜻이다. 1975년 베트남이 공산통일 되면서 라오스도 사실상 공산화되었다.